# Germain Sicard
 (mai 2025).
Motif : La seule source centrées est locale, les autres parlent d'autre chose
- Archive Wikiwix
- Bing
- Cairn
- DuckDuckGo
- E. Universalis
- Gallica
- Google
- G. Books
- G. News
- G. Scholar
- Persée
- Qwant
- (zh) Baidu
- (ru) Yandex
- (wd) trouver des œuvres sur Wikidata

| 1. | Préciser le motif de la pose du bandeau. | Précisez le motif de la pose du bandeau en utilisant la syntaxe suivante : {{admissibilité à vérifier\|date=mai 2025\|motif=remplacez ce texte par le motif}}                       |
| 2. | Informer les utilisateurs concernés.     | Pensez à avertir le créateur de l'article, par exemple, en insérant le code ci-dessous sur sa page de discussion : {{subst:avertissement admissibilité à vérifier\|Germain Sicard}} |

Germain Sicard, né à Saint-Lys le 8 juillet 1928 et mort le 13 février 2016 à Toulouse,, est un historien du droit français. Il est mondialement reconnu pour son travail sur les premières formes de sociétés anonymes au Moyen Âge dans le Midi de la France. 

## Biographie
Il soutient sa thèse de doctorat "Aux origines des sociétés anonymes. Les moulins de Toulouse au Moyen Âge" en 1952. Elle sera traduite et republiée en anglais par les presses universitaires de l'Université de Yale en 2015. 
Il sera pensionnaire de la prestigieuse Fondation Thiers en 1953, assistant à l'Université de Toulouse en 1955, chargé de cours à l'Université de Grenoble en 1956. Il réussit le concours de l'agrégation en 1957 et obtient la même année un poste à l'Université d'Alger. Il retourne à Toulouse en 1960 et y sera titularisé en 1962. Il sera titulaire, pendant 30 ans, de la chaire d’histoire des institutions et des faits sociaux, il initie à la matière les étudiants de première année. Il dirige durant plusieurs années le DEA d'histoire du droit de l'Université toulousaine. Attentif aux travaux des historiens des facultés de lettres, il discute régulièrement avec eux, face aux nombreuses divergences de point de vue. Il part à la retraite en 1996,. 
Il fut rédacteur des Annales du Midi, membre et président de l'Académie de Législation mais également membre et directeur de l'Académie des sciences, inscriptions et belles-lettres. 
Il a assumé la direction de l'UFR droit premier cycle de 1980 à 1989. Il préside la section histoire du droit de 1993 à 1996.
Ses centres d'intérêts étaient "l'histoire du droit privé, en particulier de la famille avec des développements nourris sur le droit révolutionnaire, séminaires consacrés à l’histoire des idées politiques". Sa bibliographie est particulièrement riche comme l'attestent les différents mélanges réalisés,. 
Il est docteur honoris causa de l'Université de León. 
Il est fondateur et premier président, de 1967 à 1996, du Centre d'histoire du droit de l'École de droit de Toulouse, aujourd'hui Centre toulousain d'histoire du droit et des idées politiques (CTHDIP). En 2015, ses collègues décident de nommer la bibliothèque du centre en son hommage. 

## Distinction
Commandeur de l'ordre des Palmes académiques

## Sources
1. ↑  « matchID - Moteur de recherche des décès », sur deces.matchid.io (consulté le 5 mai 2025)
2. 1 2 3 4 5 6 7 8  Olivier Devaux, « In memoriam : Germain Sicard (1928-2016) », Annales du Midi, vol. 128, no 295,‎ 2016, p. 335–337 (lire en ligne, consulté le 30 avril 2025)
3. ↑  « L'entreprise moderne est née en 1372 à Toulouse », Le Monde,‎ 19 septembre 2014 (lire en ligne, consulté le 30 avril 2025)
4. ↑  (en-US) « The Origins of Corporations », sur Yale University Press (consulté le 30 avril 2025)
5. ↑  « Éloge de Germain Sicard par Jacques Arlet | Mémoires 2016 | Académie des Sciences, Inscriptions et Belles-Lettres de Toulouse » [PDF] (consulté le 1er mai 2025)
6. ↑  « "Mélanges Germain Sicard - Collection Etudes d'Histoire du Droit et des Idées Politiques n°4, volumes 1 et 2" », sur Centre Toulousain d'Histoire du Droit et des Idées Politiques (Nouveau) (consulté le 30 avril 2025)
7. ↑  Ministère de l'Enseignement supérieur et de la Recherche, « Germain Sicard scanR »